# A Deucalione
A Deucalione è una locuzione latina che significa "Molto tempo fa" (letteralmente: "Ai tempi di Deucalione").
La frase deriva da Gaio Lucilio, che la scrive nelle sue Satire, 6, 284.